# Octavio Paz
Octavio Paz (31. března 1914 Mixcoac, Mexiko – 20. dubna 1998 Ciudad de México, Mexiko) byl mexický básník a esejista, nositel Nobelovy ceny za literaturu z roku 1990.

## Život
Octavio Paz pocházel z rodiny mexického revolucionáře Emiliana Zapaty, po jehož zavraždění roku 1919 odešel na nějaký čas s celou rodinou do exilu do Spojených států. Po návratu do Mexika studoval Octavio Paz práva a literaturu na Mexické národní autonomní univerzitě. Básně začal psát pod vlivem chilského básníka Pabla Nerudy a přiklonil se k marxismu, který však později (během studené války) opustil. Na návštěvě v Evropě se seznámil s významnými literárními osobami (André Malraux, André Gide, Ilja Erenburg) a za pobytu v Madridu roku 1937 se angažoval na straně republikánů ve občanské válce. Po návratu do vlasti pracoval jako novinář, psal literární kritiky a v letech 1938–1941 řídil avantgardní časopis Taller (Dílna).

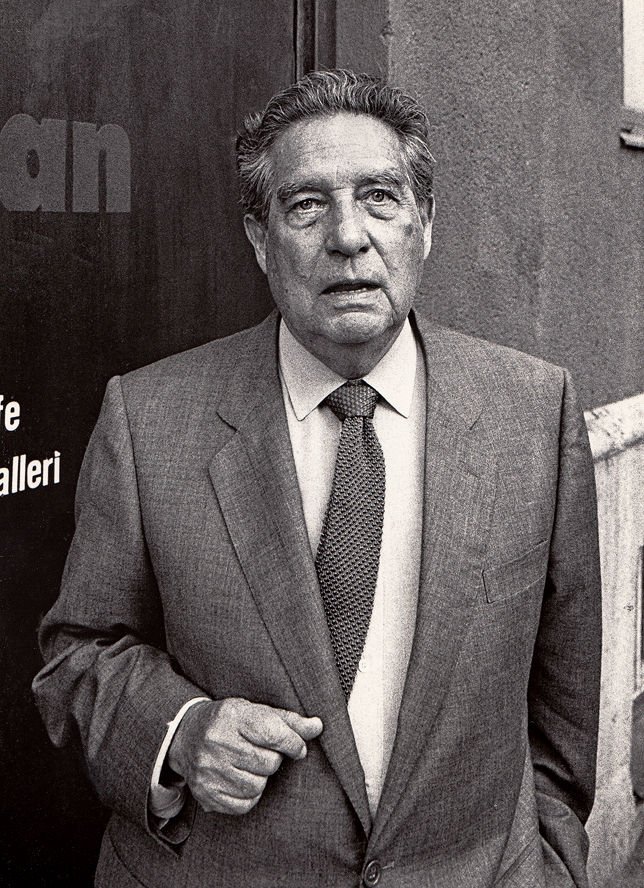
Octavio Paz v roce 1988

Po skončení druhé světové války působil v diplomatických službách ve Francii, Indii, Japonsku, Švýcarsku a v USA. V roce 1968 však na svou funkci na protest proti masakru studentů na Plaza Tlateloco v Ciudad de México během letní olympiády rezignoval. Poté přednášel hispanoamerickou literaturu na několika univerzitách ve Spojených státech a na Harvardově univerzitě získal roku 1980 čestný doktorát. V roce 1981 mu byla udělena významná Cervantesova cena a o rok později literární cena Neustadt.
Jeho umělecká tvorba, k jejímž stěžejním motivům patří násilí, lež, korupce a revoluce provázející dějiny Latinské Ameriky, byla ovlivněna marxismem, kubismem, surrealismem, existencialismem, buddhismem a hinduismem. Ve svých esejích, kterými silně ovlivňoval veřejné mínění, se zaobíral aztéckým uměním, tantrickým buddhismem, novoplatónskou filozofií, ale také antropologií, utopickým socialismem, politikou i sexualitou. Roku 1990 mu byla udělena Nobelova cena za literaturu "... za vášnivou tvorbu širých horizontů s rysy senzuální inteligence a humanistické integrity" (citace z odůvodnění Švédské akademie).

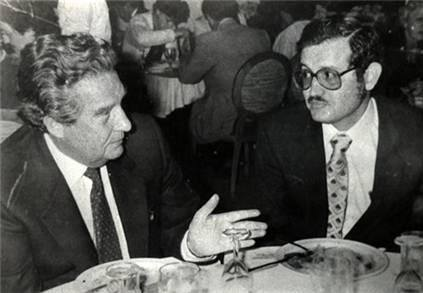
Octavio Paz a Herminio Martínez (1949–2014)

## Dílo

### Básně
- 1933 – Luna silvestre
- 1936 – No pasarán!
- 1937 – Raíz del hombre
- 1937 – Bajo tu clara sombra y otros poemas sobre España
- 1942 – A la orilla del mundo
- 1951 – Aguila o sol?
- 1957 – Piedra de sol
- 1958 – Libertad bajo palabra
- 1962 – Salamandra
- 1969 – Ladera Este
- 1976 – Vuelta
- 1987 – Árbol Adentro

### Eseje
- 1950 – El laberinto de la soledad
- 1956 – El Arco y la Lira
- 1957 – Las peras del olmo
- 1965 – Cuadrivio
- 1966 – Puertas al Campo
- 1967 – Corriente Alterna
- 1967 – Claude Levi–Strauss o el nuevo festín de Esopo
- 1968 – Marcel Duchamp o el castillo de la Pureza
- 1969 – Conjunciones y Disyunciones
- 1969 – Postdata
- 1973 – El signo y el Garabato
- 1974 – Los Hijos del Limo
- 1979 – El Ogro Filantrópico
- 1979 – In–mediaciones
- 1982 – Sor Juana Ines de la Cruz o las trampas de la fe
- 1983 – Tiempo Nublado
- 1983 – Sombras de Obras
- 1984 – Hombres en su Siglo
- 1990 – Pequeña Crónica de Grandes Días
- 1990 – La Otra Voz
- 1991 – Convergencias
- 1992 – Al Paso
- 1993 – La Llama Doble
- 1994 – Itinerario
- 1995 – Vislumbres de la India

## Česká vydání
- Na břehu světa, SNKLU, Praha 1966, výbor z poezie, uspořádal a přeložil Lumír Čivrný,
- Pták vteřiny, Československý spisovatel, Praha 1991, výbor z pozdější poezie, uspořádal a přeložil Vladimír Mikeš,
- Luk a lyra, Odeon, Praha 1992, výbor esejů, uspořádal a přeložil Vladimír Mikeš,
- Sor Juana Inés de la Cruz aneb nástrahy víry, Dauphin 2015, 712 S., přeložila Anna Tkáčová.